# Cossmann Werner
Cossmann Werner (17. Dezember 1854 in Rogasen – 22. Juni 1918 in München) war ein deutscher Rabbiner in Danzig und München.

## Leben

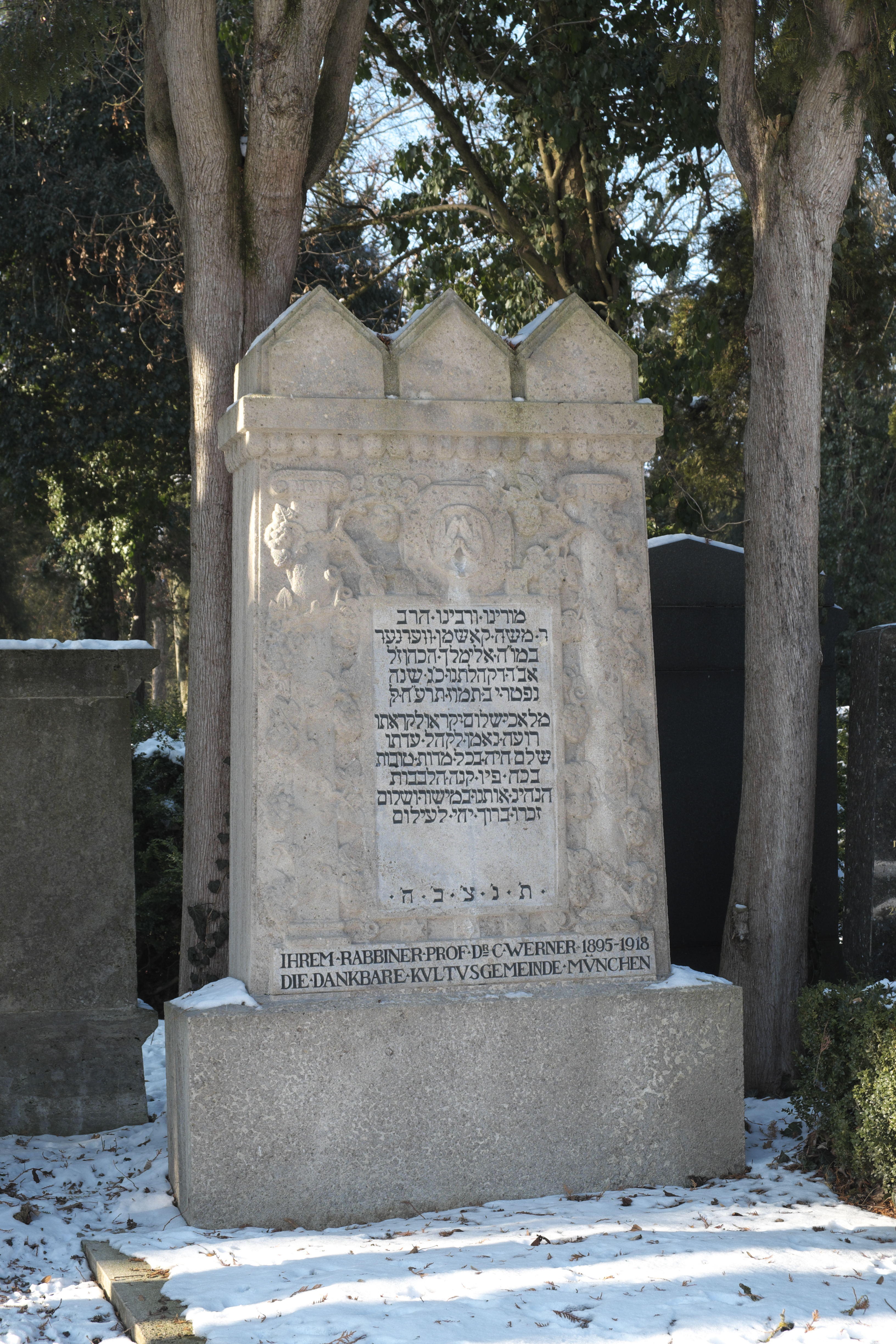
Grab von Cossmann Werner auf dem Neuen Israelitischen Friedhof in München

Cossmann Werner, Sohn des Talmudisten und Hebraisten Philipp Werner, wuchs in Posen auf, wo er die Elementarschule, die Jeschiwa und das Friedrich-Wilhelms-Gymnasium besuchte. Von 1872 bis 1876 folgte ein Studium an der Universität Breslau und 1877 die Promotion an der Universität Leipzig mit einer Dissertation über Aspekte der vorchristlichen Geschichte Judäas. Nach kurzem Studium am Rabbinerseminar in Breslau wählte ihn am 19. Mai 1878 die jüdische Gemeinde Altschottland bei Danzig zum Rabbiner. und zum Dirigenten der Religionsschule. Im Verlauf der 1880er Jahre gelang es Werner, die fünf in Danzig und seiner näheren Umgebung bestehenden jüdischen Gemeinden Altschottland, Weinberg, Langfuhr, Danzig-Breitgasse und Danzig-Mattenbuden zu einer Synagogengemeinde zu vereinigen. Am 15. September 1887 fand die Einweihung der Großen Synagoge an der Reitbahnstraße durch Cossmann Werner statt.
1894 wählte ihn die Jüdische Gemeinde München als Nachfolger von Joseph Perles zu ihrem neuen Gemeinderabbiner. Neben seinen Aufgaben als Rabbiner engagierte er sich als Vorsitzender der Bayerischen Rabbinerkonferenz. Auch war er Berater der bayerischen Regierung in jüdischen Angelegenheiten und Mitbegründer des Rabbinerverbandes in Deutschland. 1894 bis 1918 war er Religionslehrer am Wilhelmsgymnasium und am Maximiliansgymnasium in München.
Im Jahr 1906 stiftete er seine wertvolle Bibliothek der jüdischen Kultusgemeinde, die sie als Cossmann-Werner-Bibliothek der Öffentlichkeit zugänglich machte. 1917 wurde ihm der Professoren-Titel verliehen. Cossmann Werner starb 1918 in München und wurde auf dem Neuen Israelitischen Friedhof bestattet. Er galt als einer der markantesten Redner des Judentums in Deutschland um die Wende zum 20. Jahrhundert.

## Schriften
- Johann Hyrkan. Ein Beitrag zur Geschichte Judäas im zweiten vorchristlichen Jahrhundert. Dissertation an der Universität Leipzig. A. Angerstein, Wernigerode 1877.
- Leben und Wirken des Abraham ben Maimun. H. F. Boenig, Danzig 1879.
- Predigt. A. W. Kafemann, Danzig 1887.
- Predigt bei der Einweihung der neuen Synagoge in Danzig am 15. September 1887. A. W. Kafemann, Danzig 1887.
- Antrittspredigt, gehalten in der Synagoge zu München am 22. März 1895. Theodor Ackermann, München 1895.
- Predigt zur Einweihung der neuen Synagoge in Königsberg i. Pr. am 25. August 1896. Frankfurt am Main 1896.
- Trauerrede gehalten an der Bahre des Hochwohlgeborenen Hernn Moritz Ritter, Großhaendler, nach stenographischen Aufzeichnungen. München 1905.
- Rede bei der Trauerfeier der russischen Judenverfolgung gehalten in der Synagoge zu München am 19. November 1905. Heller, München [1905].
- Trauerrede gehalten an der Bahre des Herrn Stephan Hirschberg, Antiquar und stud. phil., am 23. Mai 1909. München 1909.
- Rede gehalten an der Bahre des Herrn Distriktrabbiners Dr. Heinrich Groß in Augsburg am 2. Februar 1910. J. Kauffmann, Frankfurt am Main [1910].
- Trauer-Rede gehalten an der Bahre der Hochwohlgeborenen Frau Ida Nussbaum von Herrn Rabbiner Dr. Werner am 6. Mai 1912 im neuen israelitischen Friedhof in München. Druck: J. Schön, München 1912.
- Rede, gehalten bei der Trauerfeier für weiland Seine Königliche Hoheit Prinzregent Luitpold am 20. Dezember 1912 in der Synagoge zu München. Heller, München 1912.
- Trauerrede gehalten an der Bahre der Frau Meta Stern am 19. September 1913. München 1913.
- Gruß an unsere tapferen Soldaten, Vortrag gehalten am 14. Dezember 1914, Abdruck in: Münchener Nachrichten, 25. Dezember 1914.
- Trauerrede gehalten an der Bahre von Jakob Ofner am 4. September 1916. München 1916.
- Trauer-Rede gehalten an der Bahre des Herrn Heinrich Rosenberger, ehem. Verwalter und Kultusbeamter, am 17. Oktober 1916. München 1916.
- Trauerrede an der Bahre des Herrn Abraham Ofner, Justizrat und Rechtsanwalt, gehalten von Coßmann Werner in Muenchen am 22. Oktober 1917. München 1917.